# Ugny-sur-Meuse
Ugny-sur-Meuse ist eine französische Gemeinde mit 106 Einwohnern (Stand: 1. Januar 2022) im Département Meuse in der Region Grand Est (bis 2015 Champagne-Ardenne). Sie gehört zum Arrondissement Commercy und zum Gemeindeverband Commercy-Void-Vaucouleurs.

## Geografie
Die Gemeinde Ugny-sur-Meuse liegt an der Maas, etwa 13 Kilometer westlich von Toul und 18 Kilometer südöstlich von Commercy. Das nur 4,29 km² umfassende fast waldfreie Gemeindegebiet wird von einem großen hufeisenförmigen Bogen der Maas umschlossen, die im Norden, Osten und Süden die Gemeindegrenze bildet. Nach Südwesten erhebt sich das Gelände allmählich und erreicht in der Gemarkung L'Enfer in der Nähe eines ehemaligen Steinbruchs mit 302 m über dem Meer den höchsten Punkt in der Gemeinde. Umgeben wird Ugny-sur-Meuse von den Nachbargemeinden Saint-Germain-sur-Meuse im Norden und Nordosten, Rigny-la-Salle im Südosten und Süden sowie Vaucouleurs im Südwesten und Westen.

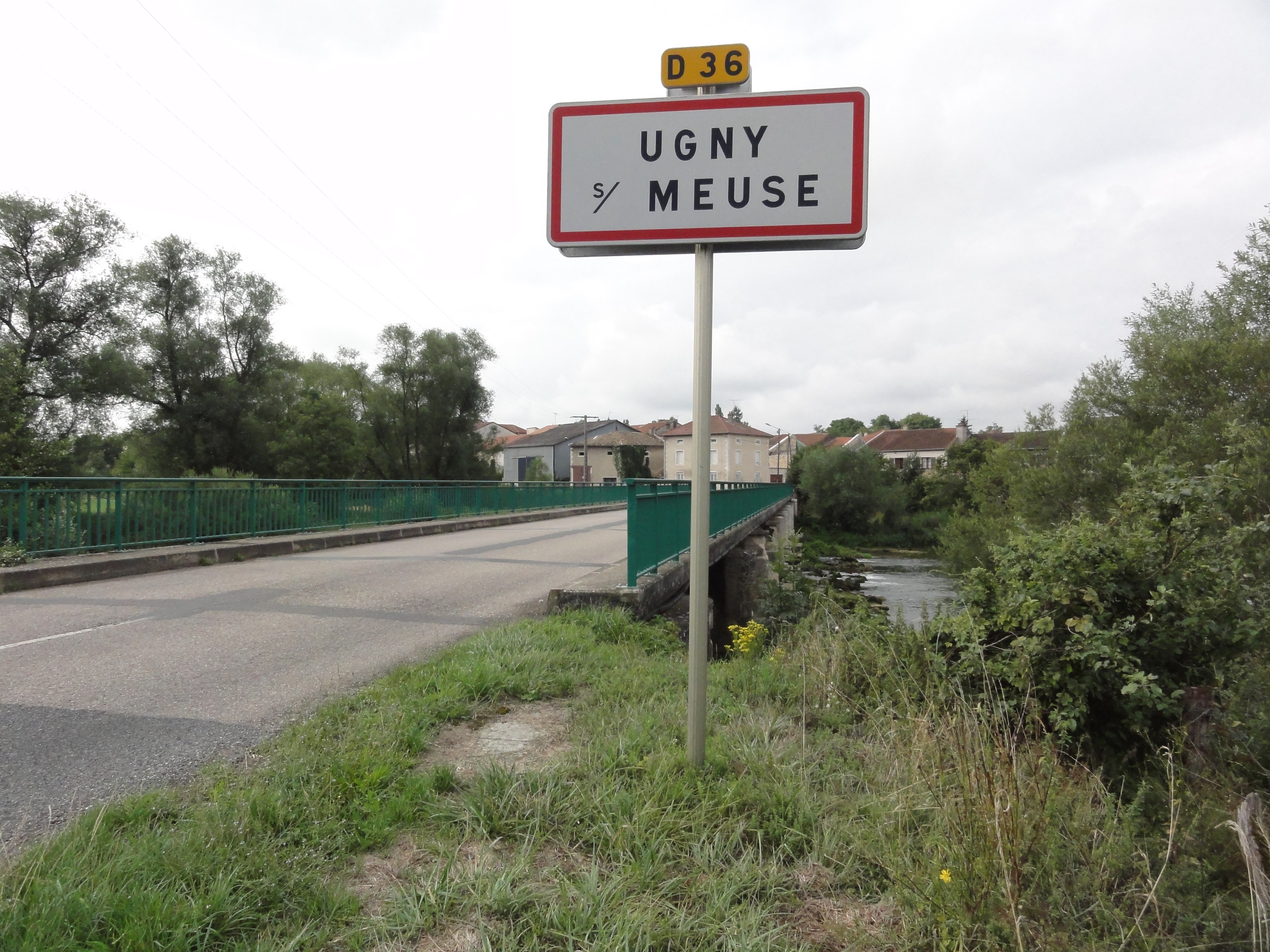
Nördlicher Ortseingang an der Maasbrücke
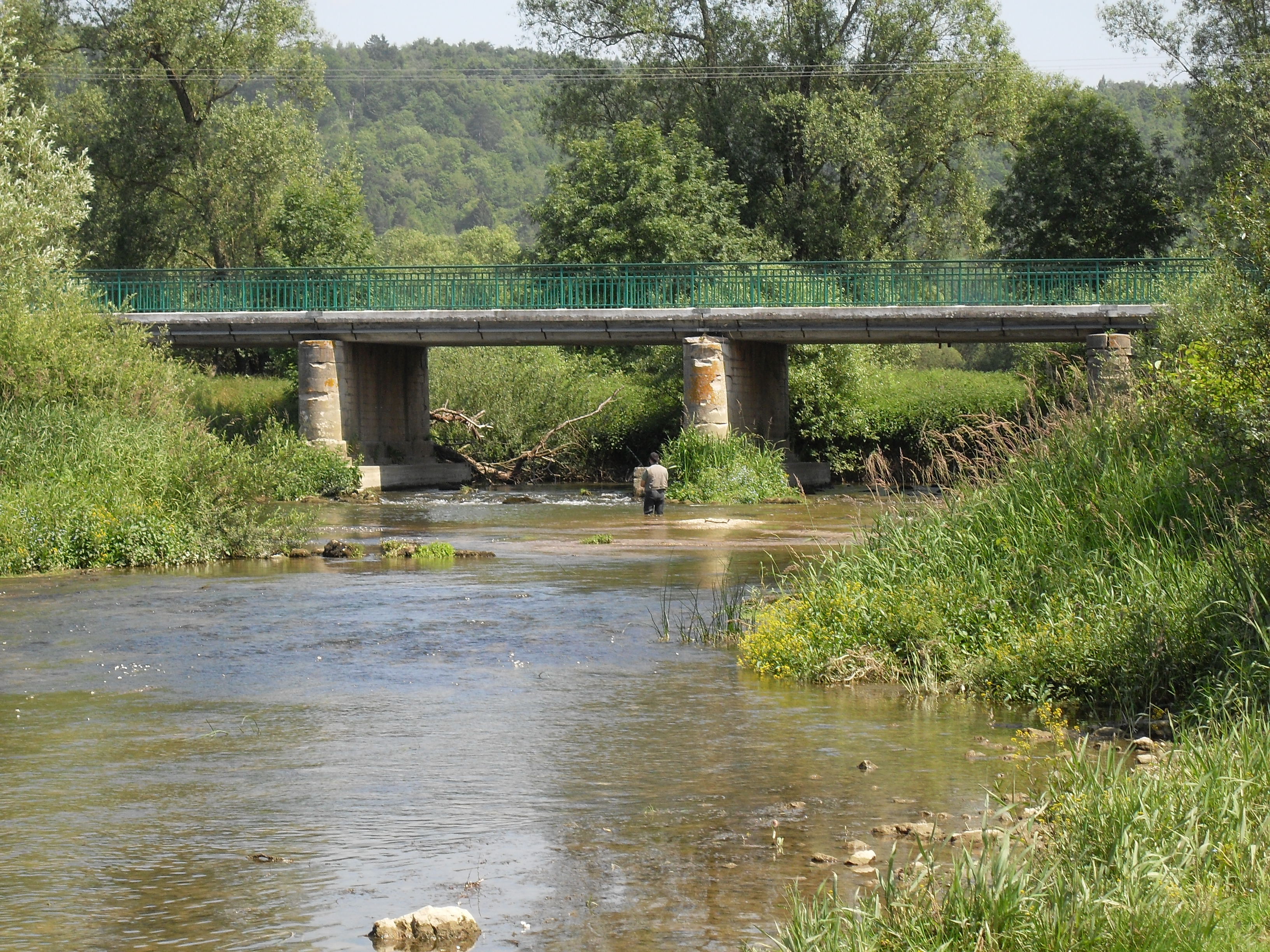
Maasbrücke

## Ortsname
Wahrscheinlich ist der Name Ugny vom germanischen Namen Unno oder Hunno (aus dem Altnordischen hunn = Bär) abgeleitet. Der Ortsname tauchte im Jahr 1011 erstmals als Unniacum auf. Der Name entwickelte sich über Ugney (1300), Ugneyum-prope-Valiscolorem (1402), Vgny (1700), Ugni (1707) und Unniacus bzw. Hugny (1711) zum Namen Ugny bei der Gründung der Gemeinde 1793. Erst 1919 erhielt Ugny den Namenszusatz -sur-Meuse, um sich von anderen gleichnamigen Gemeinden zu unterscheiden.

## Bevölkerungsentwicklung
| Jahr      | 1962 | 1968 | 1975 | 1982 | 1990 | 1999 | 2006 | 2013 | 2022 |
| Einwohner | 165  | 142  | 106  | 117  | 119  | 119  | 107  | 103  | 106  |

Im Jahr 1831 wurde mit 413 Bewohnern die bisher höchste Einwohnerzahl ermittelt. Die Zahlen basieren auf den Daten von cassini.ehess und INSEE.

## Sehenswürdigkeiten
- Pfarrkirche Saint-Loup aus dem 12. Jahrhundert[4]
- Zwei Taubentürme, mit quadratischem und rundem Turm (siehe: Taubenturm Rue du Pont (Ugny-sur-Meuse))
- Mehrere Brunnen
- Reste eines alten Waschhauses (Lavoir)
- Sieben Kriegsgräber aus dem Zweiten Weltkrieg: Besatzung eines englischen Militärflugzeugs, einer Avro Lancaster, die am 27. April 1944 von deutscher Flakartillerie abgeschossen wurde
- Zwei Wegkreuze
- Gefallenen-Denkmal

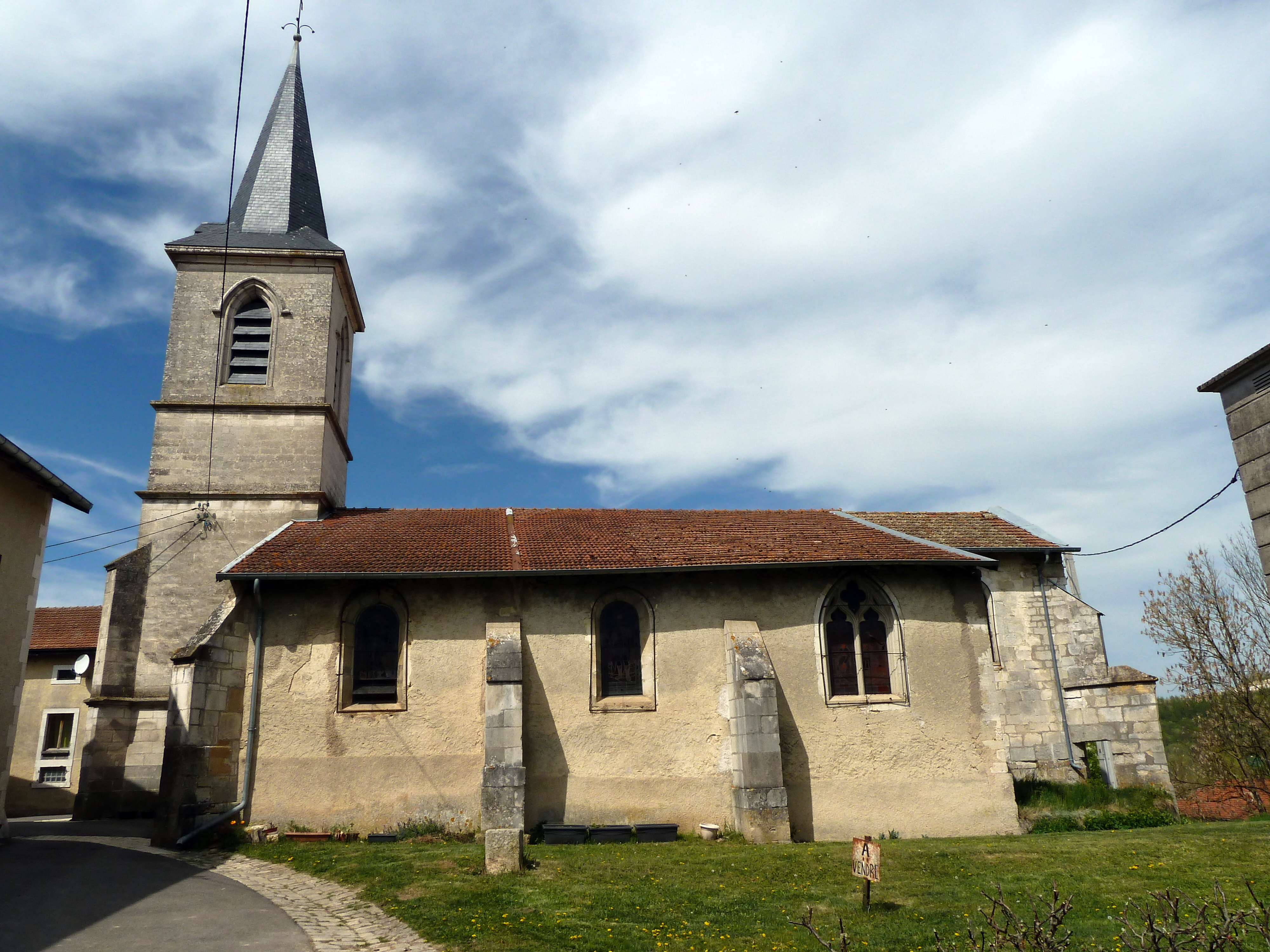
Kirche Saint-Loup
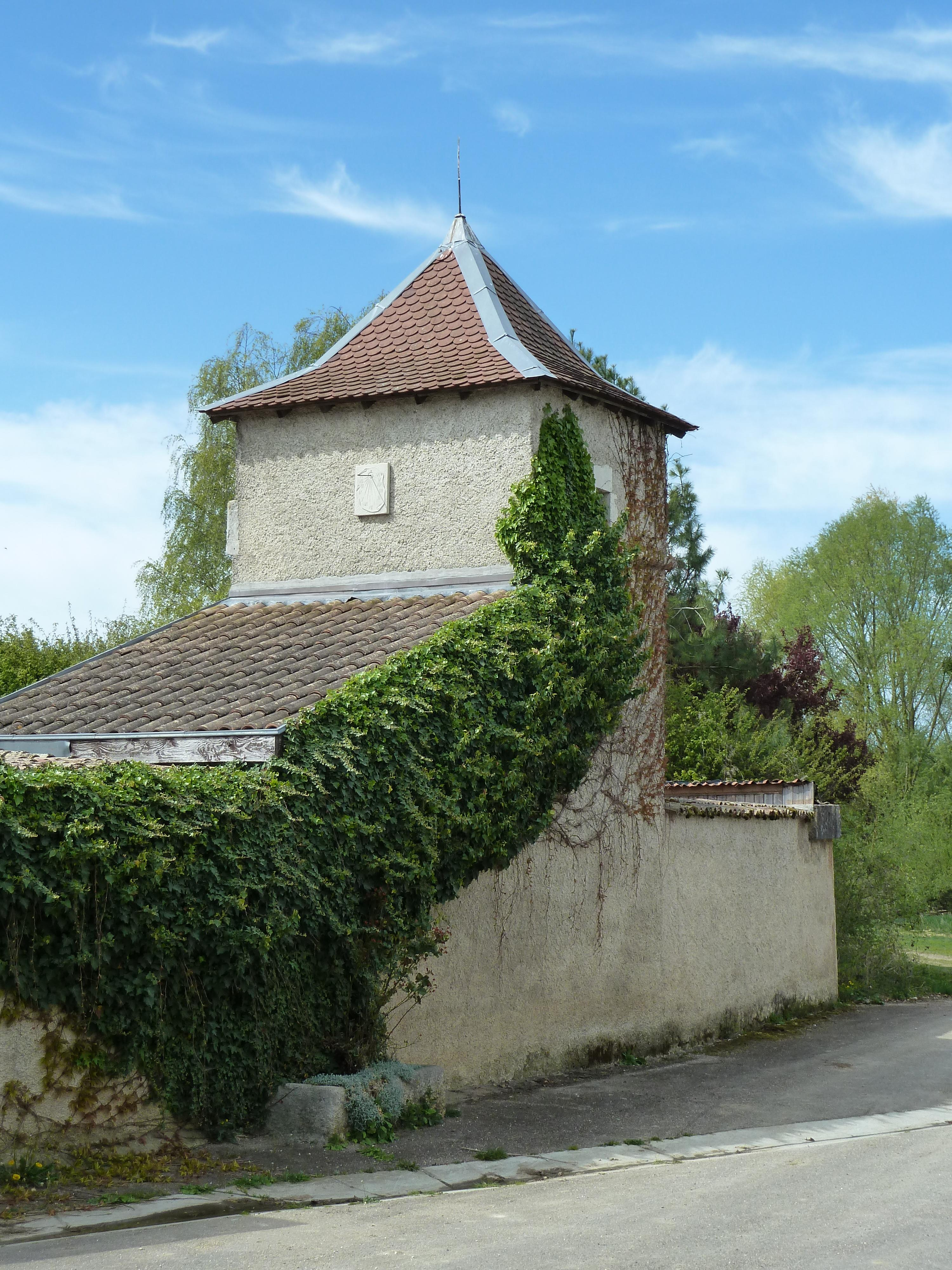
Quadratischer Taubenturm
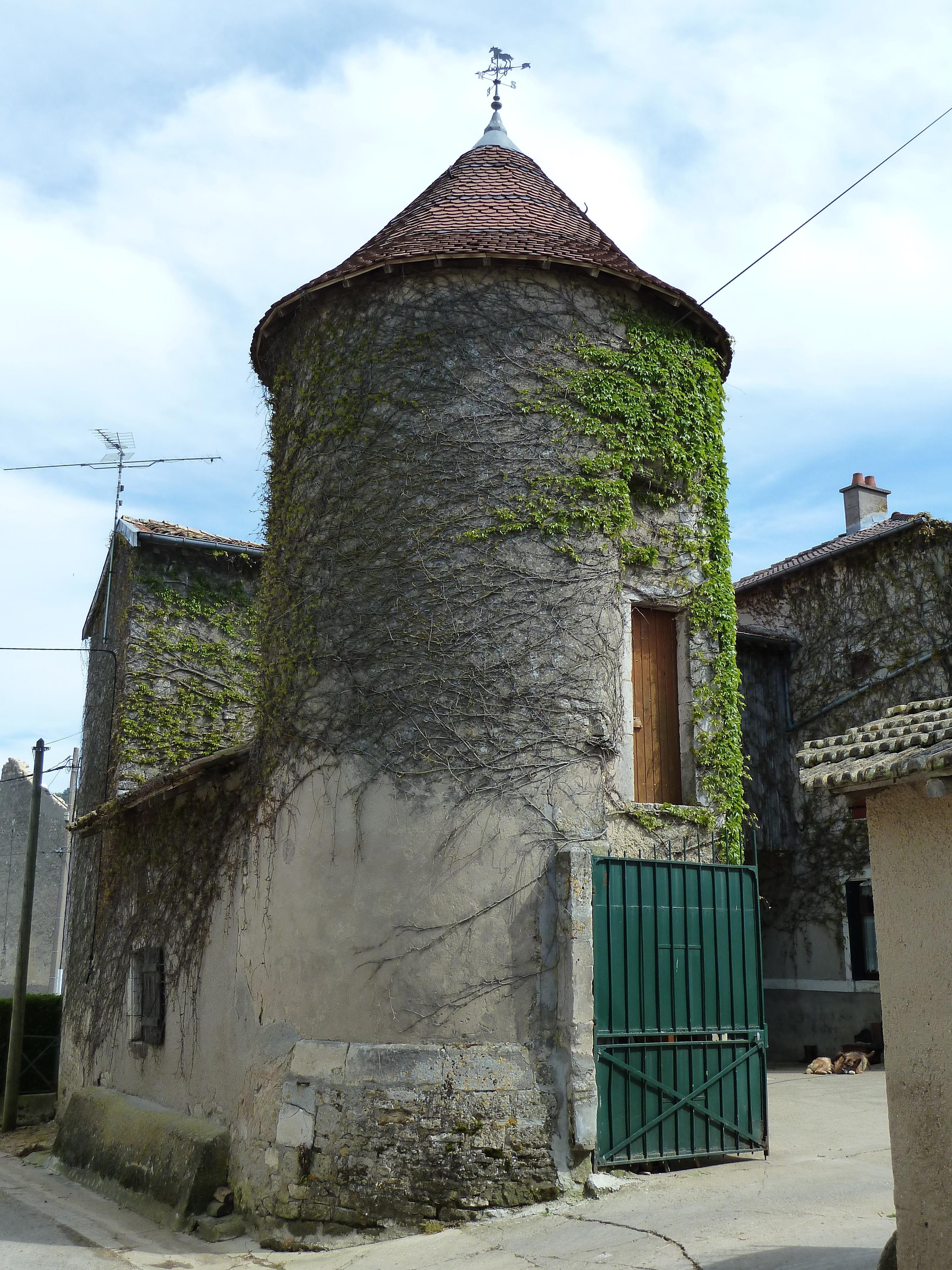
Runder Taubenturm
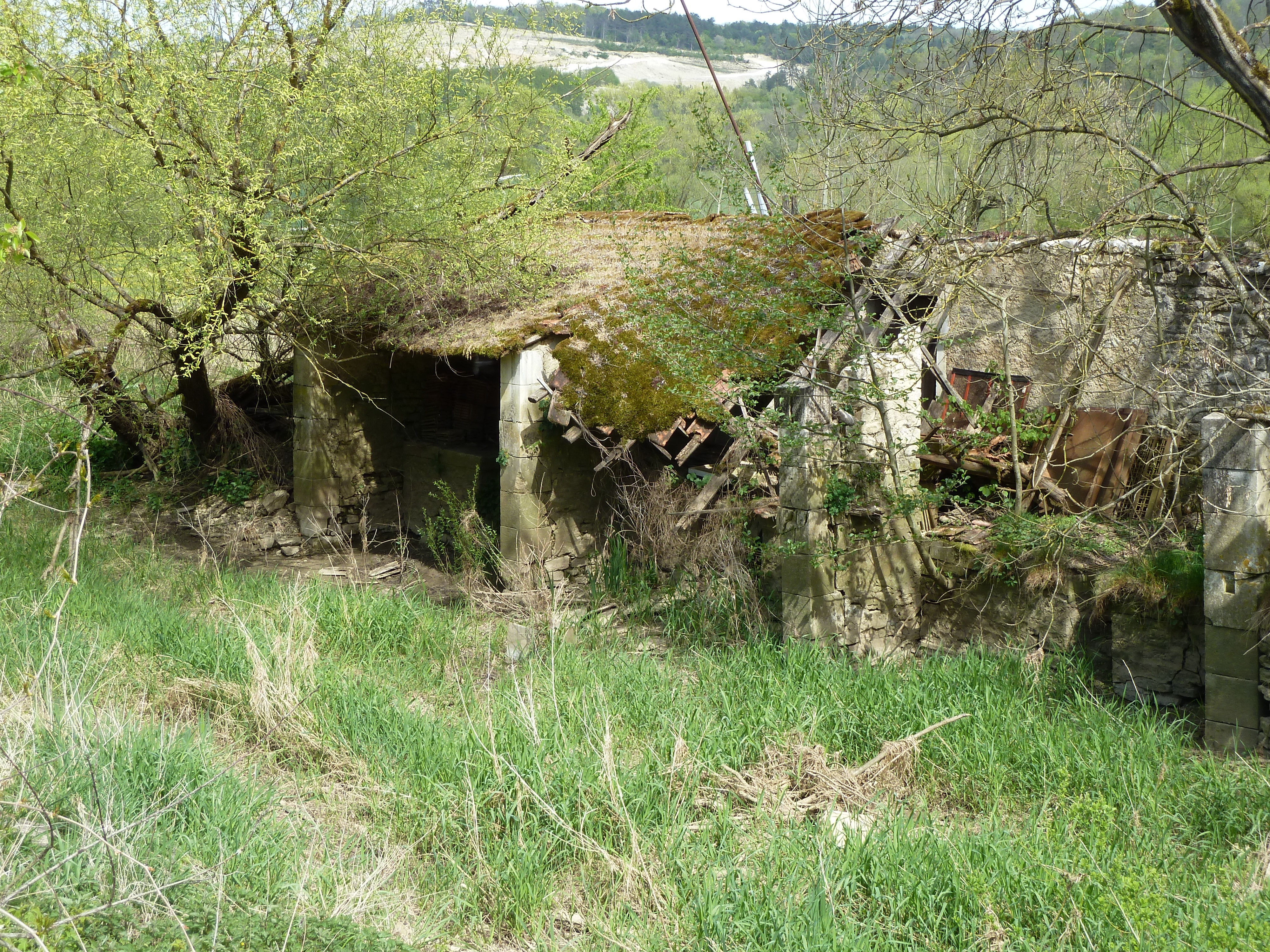
Ruinen des Waschhauses
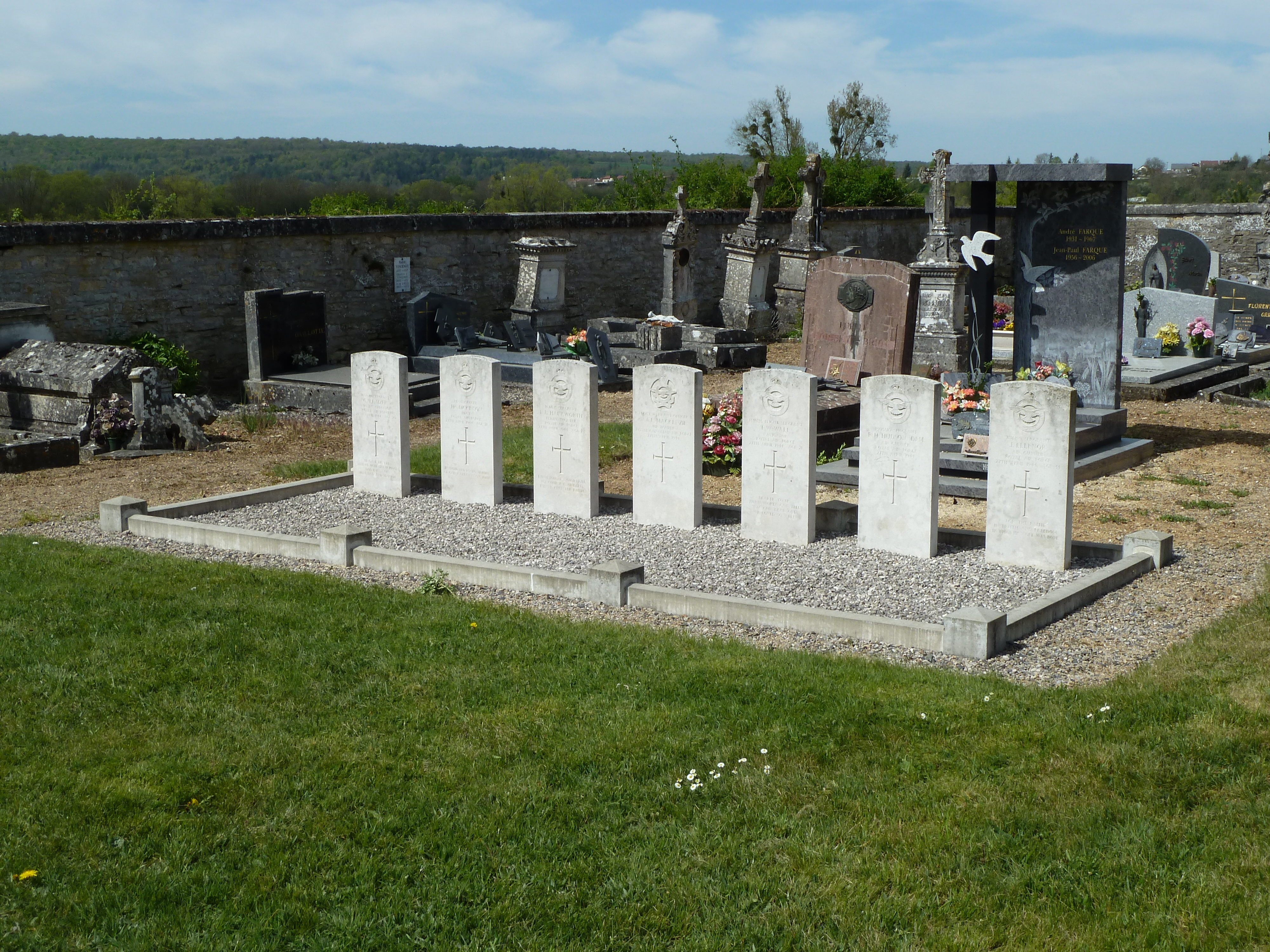
Kriegsgräber
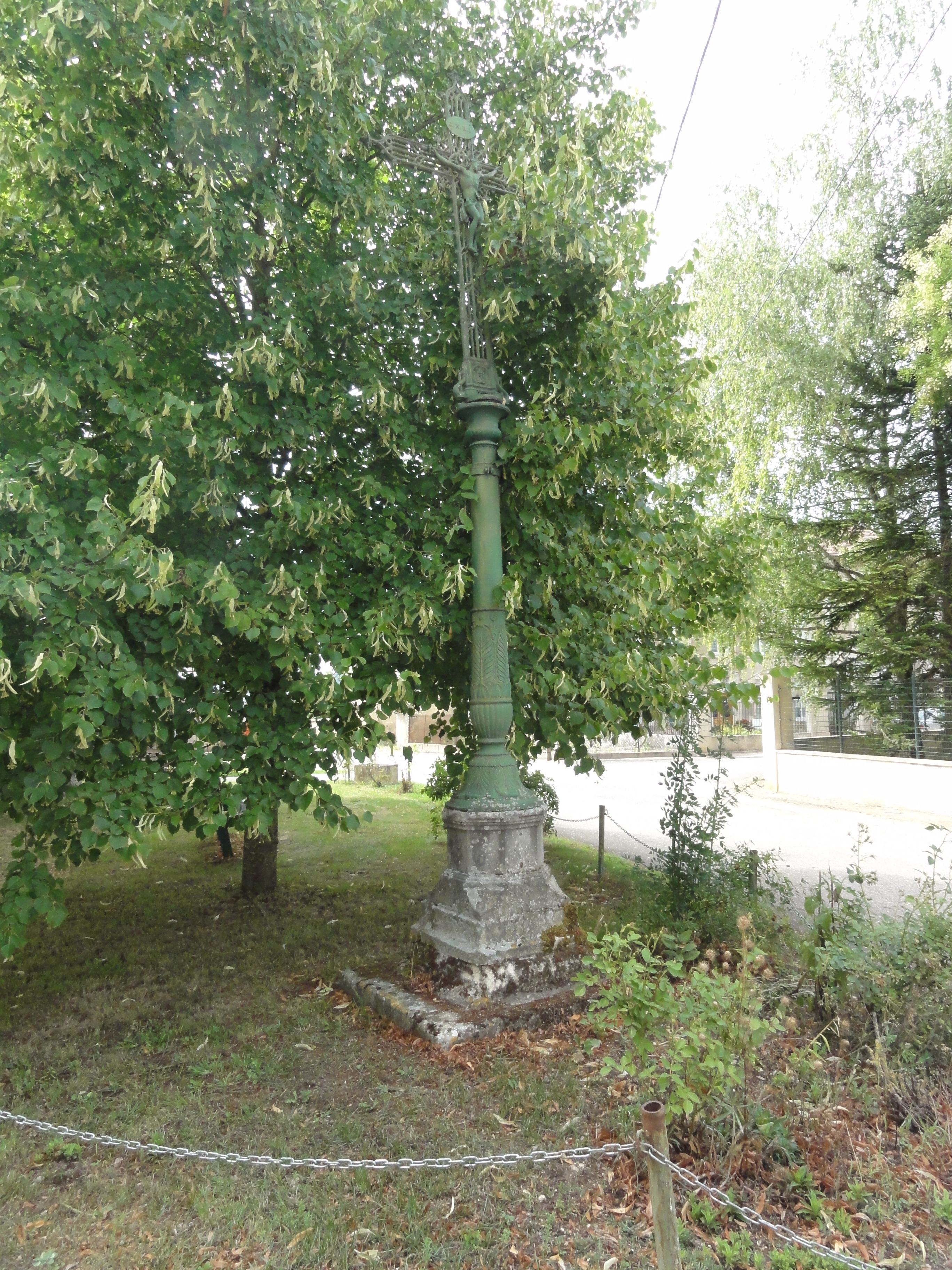
Wegkreuz
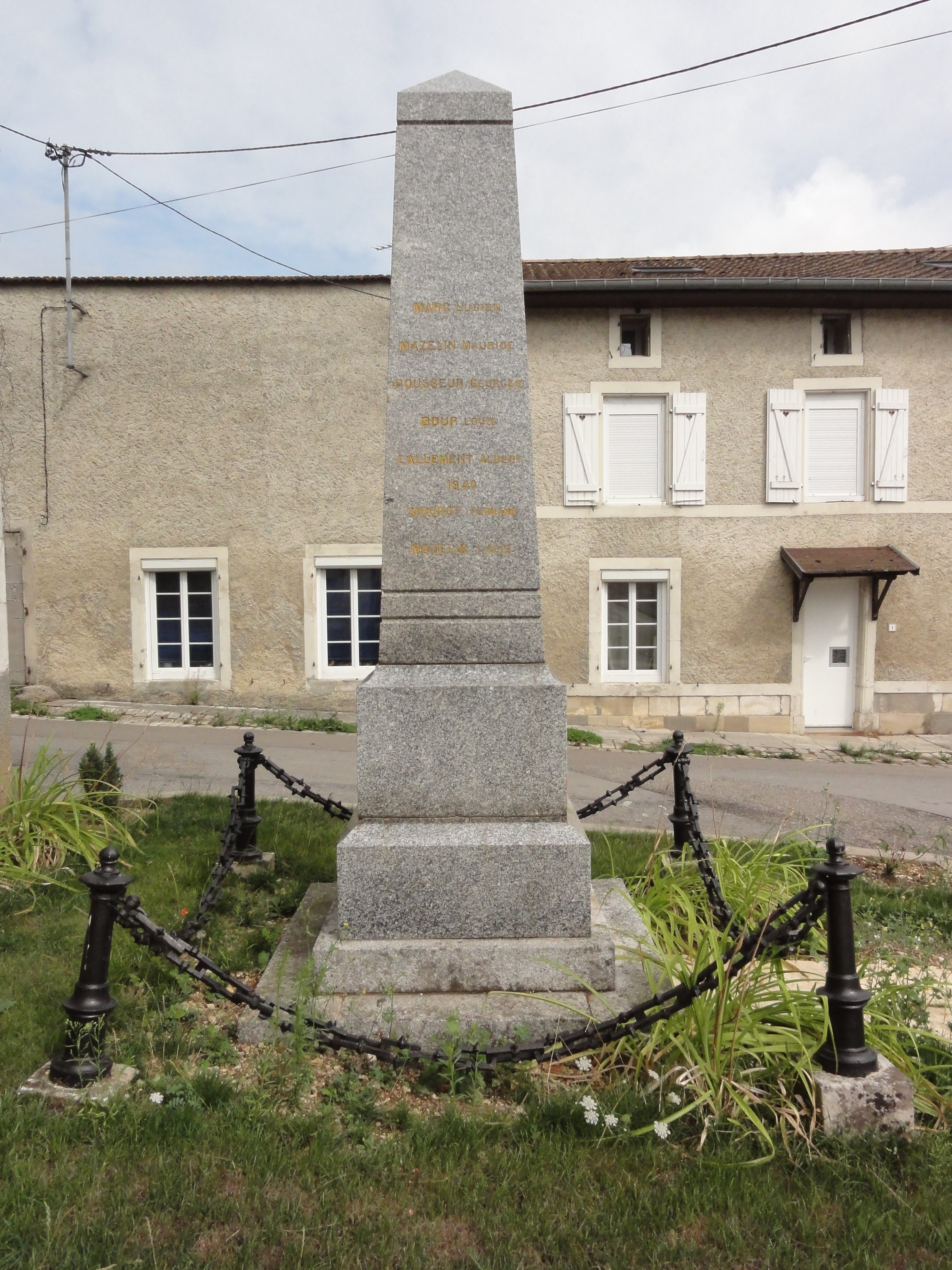
Gefallenen-Denkmal

## Wirtschaft und Infrastruktur
In der Gemeinde Ugny-sur-Meuse sind sieben Landwirtschaftsbetriebe ansässig (Getreide- und Gemüseanbau, Rinderzucht).
Der Haltepunkt von Ogny-sur-Meuse an der Bahnstrecke Bologne–Pagny-sur-Meuse war fast 100 Jahre in Betrieb, bis 1970 die Personenbeförderung eingestellt wurde. Inzwischen wurde ein Großteil der Gleisanlagen demontiert.

Ehemalige Trasse der Bahnlinie in der Gemeinde Ugny-sur-Meuse
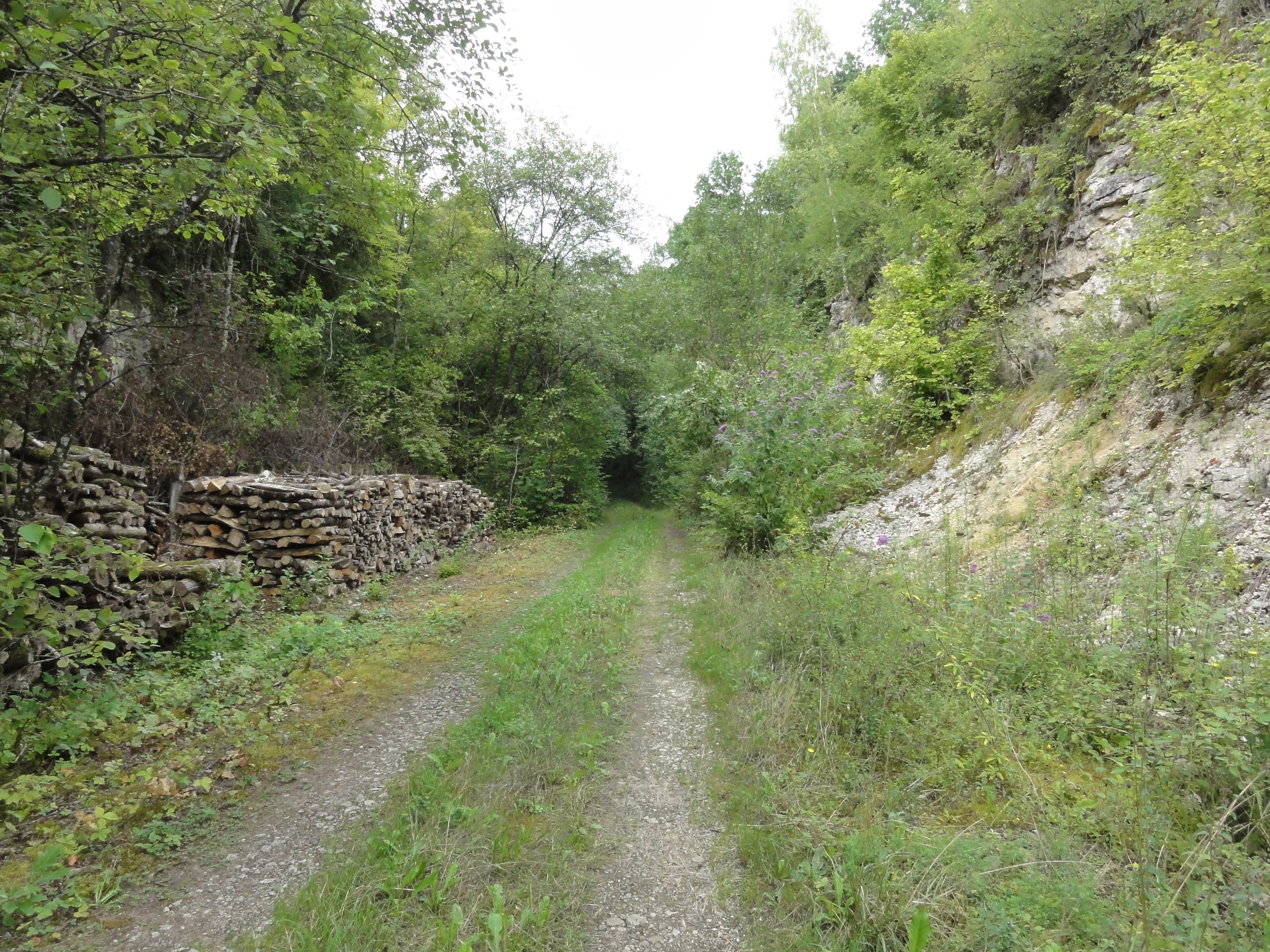
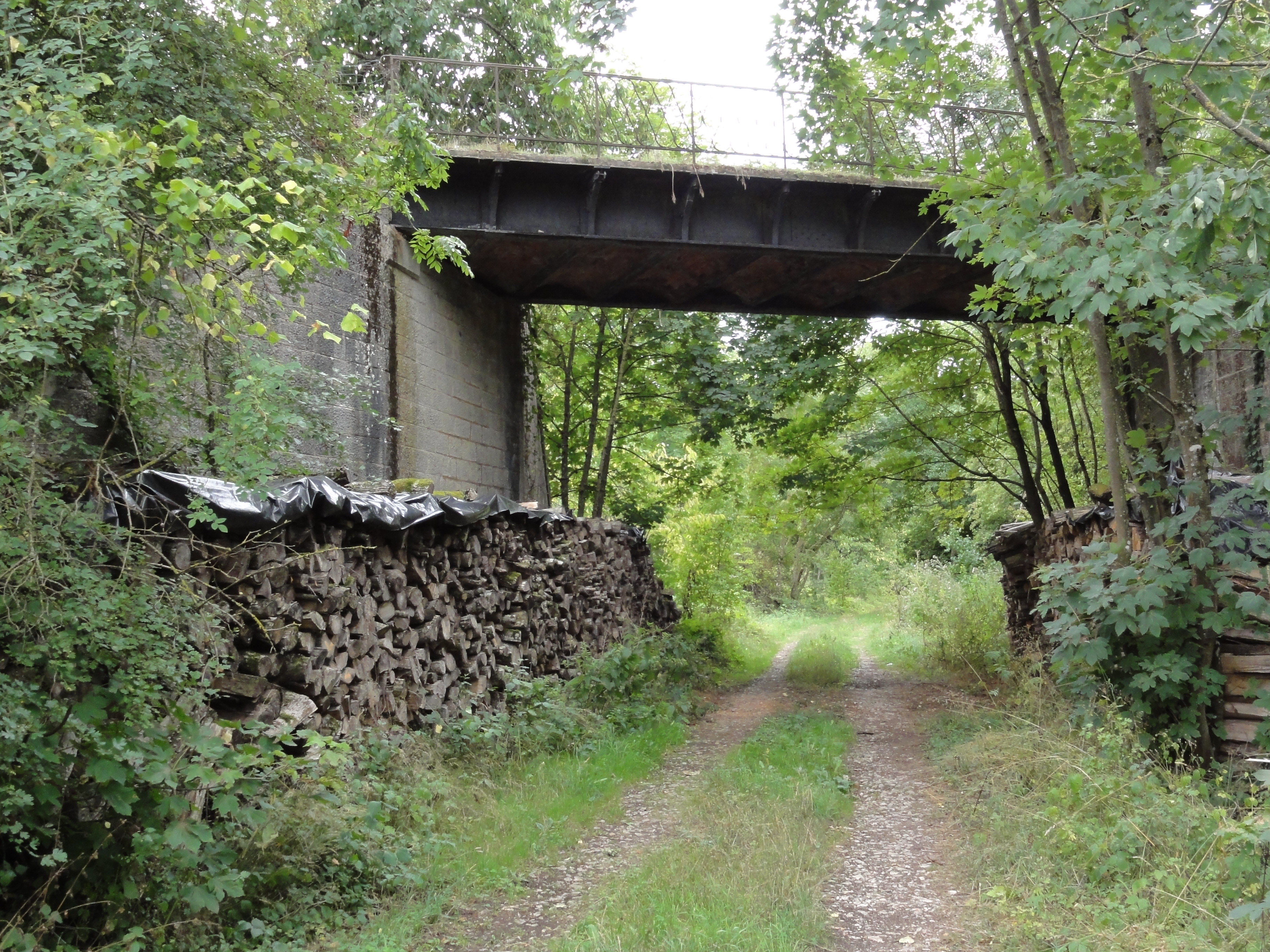
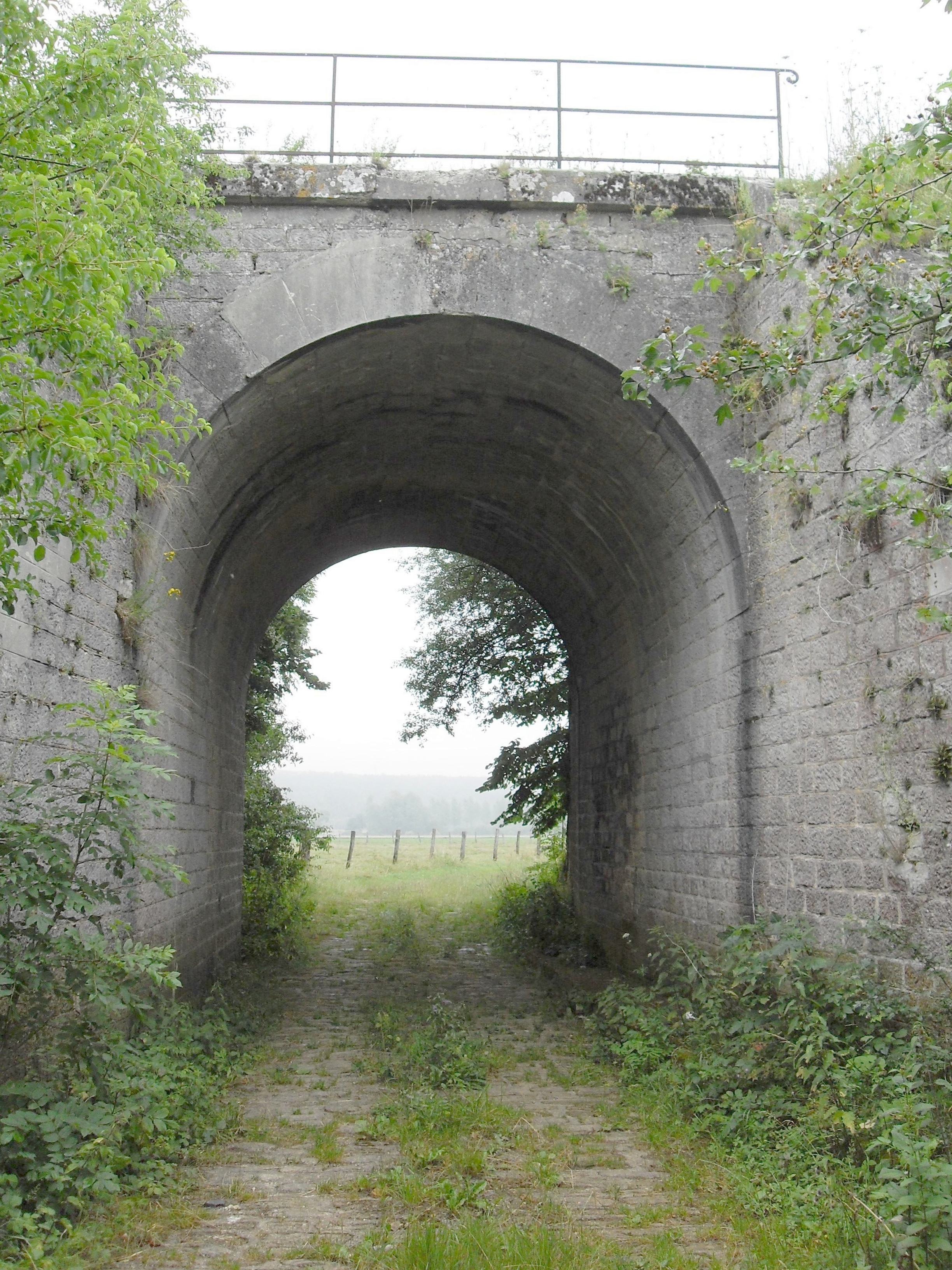
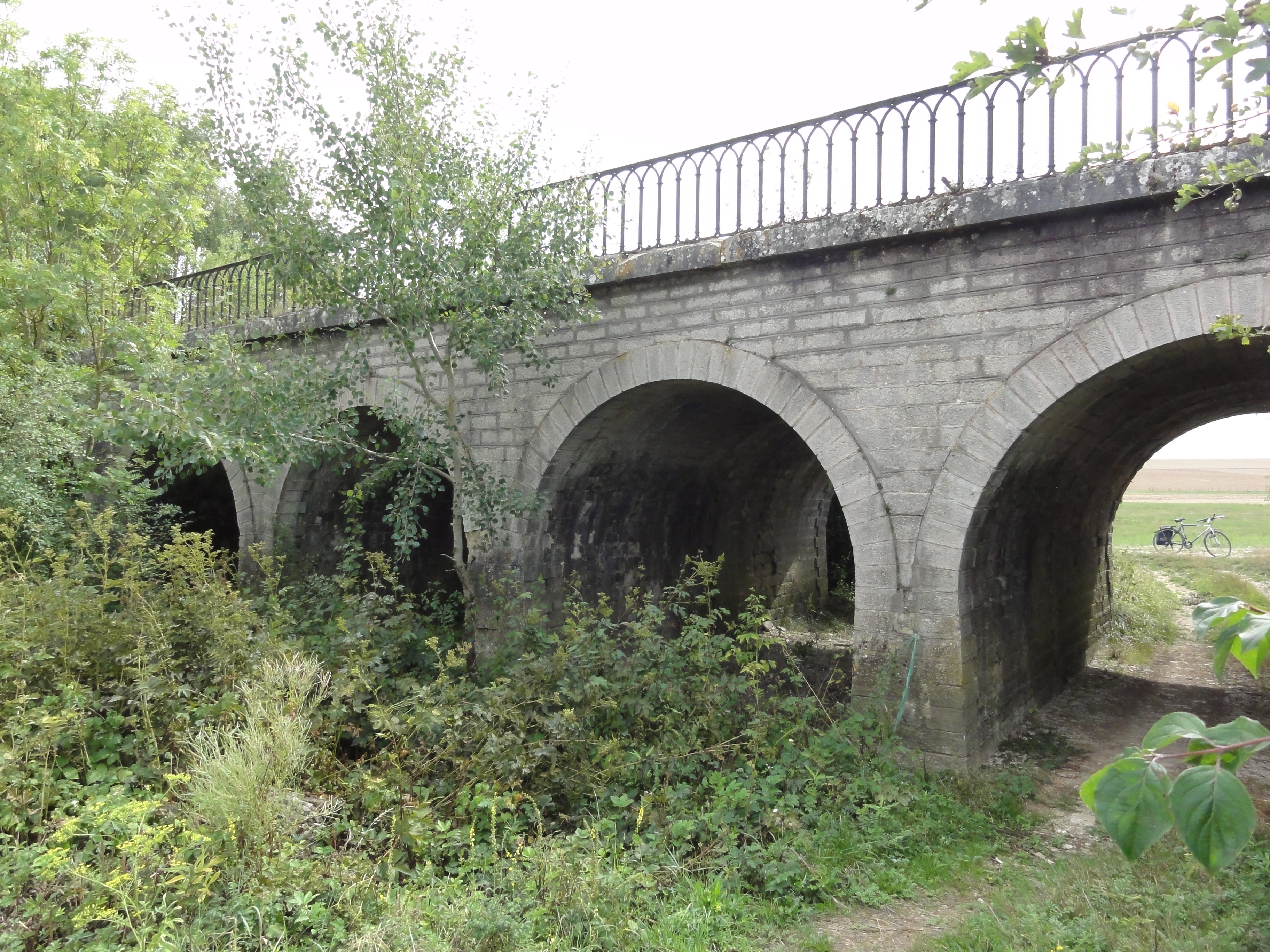

Durch Ugny-sur-Meuse führt die den Maas-Windungen folgende Fernstraße D 36 von Vaucouleurs nach Pagny-sur-Meuse. Im sieben Kilometer entfernten Pagny-sur-Meuse besteht Anschluss an die autobahnartig ausgebaute RN 4 von Saint-Dizier nach Toul.

## Belege
1. ↑  Ortsname auf cassini.ehess.fr
2. ↑  Ugny-sur-Meuse auf cassini.ehess
3. ↑  Ugny-sur-Meuse auf INSEE
4. ↑  Pfarrkirche Saint-Loup in der Base Mérimée des französischen Kulturministeriums (französisch)
5. ↑  Landwirtschaftsbetriebe auf annuaire-mairie.fr (französisch)